# Safakulevskij rajon
Il Safakulevskij rajon (in russo Сафакулевский район?) è un rajon dell'Oblast' di Kurgan, nel Bassopiano della Siberia occidentale.